# Вулиця Київська (Первомайськ, Миколаївська область)
Вулиця Київська — одна з найбільших вулиць Первомайська Миколаївської області, важлива транспортна магістраль міста.

## Історія
Вулиця виникла майже одночасно з фортецею і слободою Орлик, коли вздовж шляху з правобережжя Південного Бугу до фортеці Святої Єлизавети та в чорноморські степи поселенці почали будувати свої садиби та майстерні. В 1761 році запорозькі козаки в нижній частині вулиці встановили Варваринську церкву, що визначило центр майбутнього поселення. У верхньому кінці вулиці виникла ярмаркова площа, де двічі на рік влаштовувались багатолюдні ярмарки.
У верхній частині вулиці мешкали переважно ковалі, тому в народі вона носила назву Кузнечна. Першу офіційну назву вулиця отримала, як Велика. На початку XX століття вулиця почала інтенсивно забудовуватись державними спорудами. Тут знаходилась земська пошта (будинок № 1), кредитне товариство, держказначейство, чоловіча гімназія, а також синагога, приватна друкарня Вургафта (будинок № 16).
У 1925 році вулицю було перейменовано на вулицю Лассаля (на честь німецького філософа і політичного діяча Фердинанда Лассаля). В роки німецької окупації міста вулиця носила назву Полтавська, а протягом 1953—1956 років — вулиця Сталіна.
У 1956 році вулиця отримала свою теперішню назву.

## Розташування
Вулиця розташована в лівобережній частині міста (колишнє місто Ольвіополь). Свій початок бере на березі Південного Бугу і, піднімаючись пагорбом угору, закінчується на кордоні території міста, переходячи в автошлях на Підгородню та Лису Гору.

## Опис
Вулиця доволі широка і, за винятком короткого відтинку від набережної Південного Бугу до Автодорівської, асфальтована. Рух автотранспорту по вулиці двосторонній.
Вулицю пересікають:
- вулиця Романа Шухевича
- вулиця Олександра Маньковського
- вулиця Гімназійна
- вулиця Леоніда Федорова
- вулиця Петра Пояркова
- вулиця Вознесенська

До вулиці прилягають:
- вулиця Автодорівська
- вулиця Андрія Чернецького
- вулиця Ромська
- вулиця Соборна
- вулиця Петра Дяченка
- вулиця Дружби

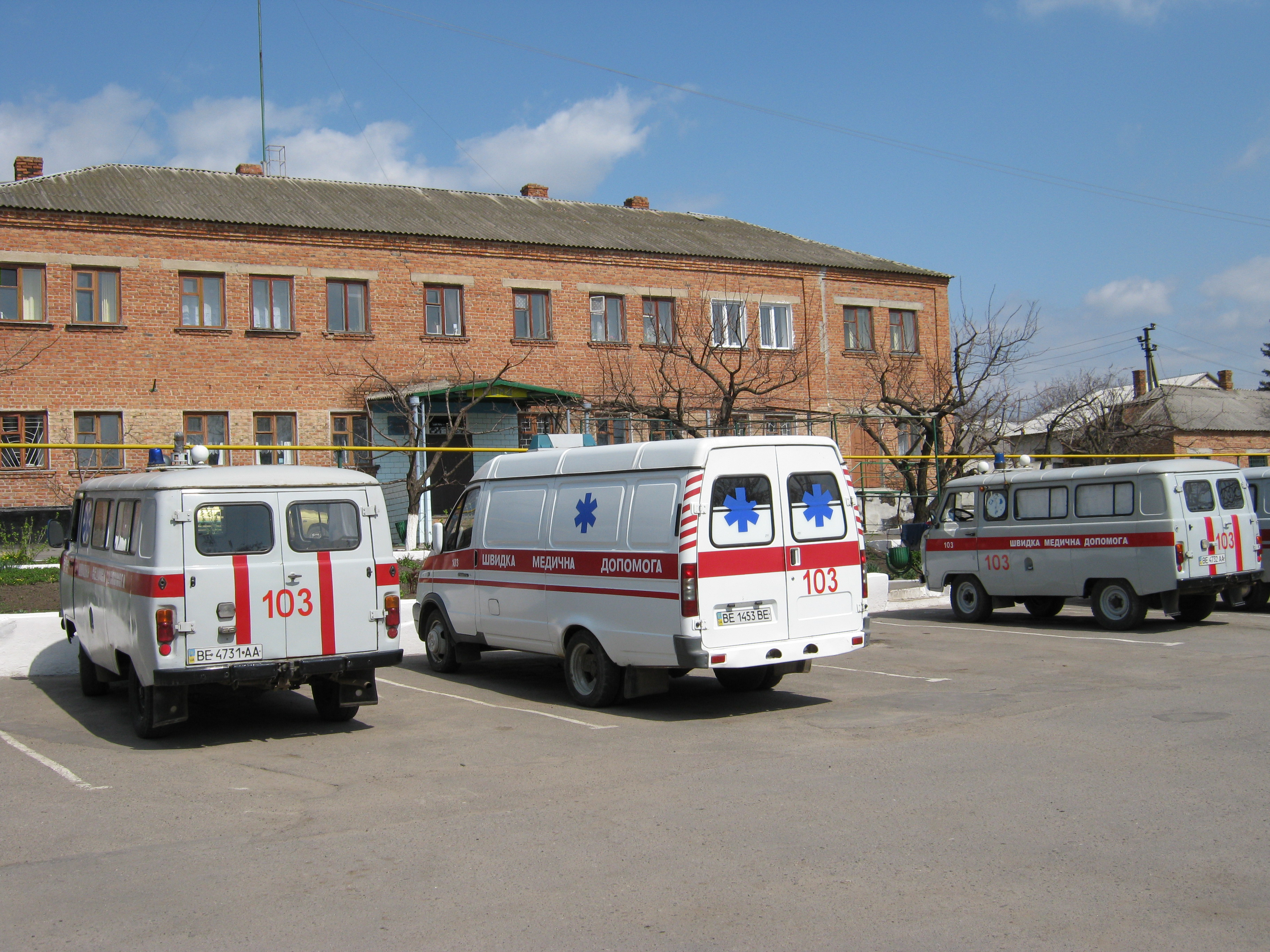
Вулиця Київська, № 2: Первомайська станція швидкої медичної допомоги

Забудована переважно приватними одноповерховими будинками. В останні роки відкрилась низка крамниць та приватних підприємств.

## Транспорт
Відтинок від вулиці Автодорівської до вулиці Вознесенської є частиною автошляху Н24, що з'єднує місто Миколаїв із автомагістраллю М05.
Через вулицю Київську проходять міські автобусні маршрути № 1, 51, 63, маршрутні таксі № 101, 103, а також приміські та міжміські автобусні маршрути.

## Будівлі

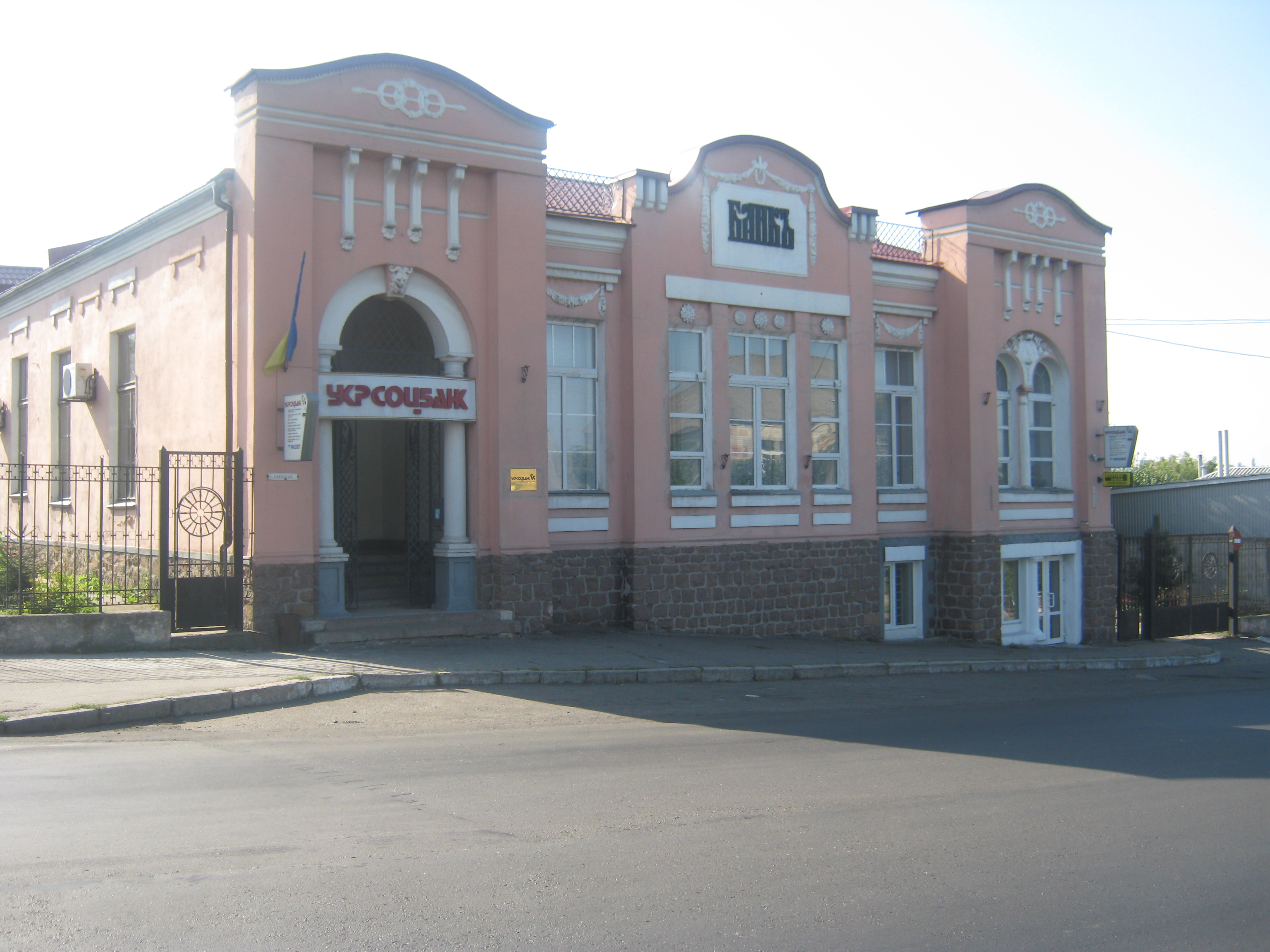
Вулиця Київська, № 24: Ольвіопольське відділення Укрсоцбанку

№ 2 — Первомайська станція швидкої медичної допомоги. Раніше тут містилась міська дитяча лікарня.
№ 23 — Первомайське відділення ДСО УДСО при УМВС України в Миколаївській області. Колишнє приміщення Ольвіопольської міської синагоги.
№ 24 — Ольвіопольське відділення Укрсоцбанку. Збудоване на початку XX століття як Кредитне товариство. В роки Радянської влади тут містився кінотеатр імені Т. Г. Шевченка.
№ 50 — Управління праці і соціального захисту населення Первомайської РДА. Збудоване на початку XX століття як Ольвіопольське відділення Держказначейства.
№ 51 — житловий будинок. Перша двоповерхова споруда в Ольвіополі, колишня крамниця з продажу товарів із заліза. В роки німецької окупації — комендатура Первомайського гарнізону.
№ 69 — Первомайський психоневрологічний інтернат для жінок. В 1933 році на цій території була створена Первомайська МТС.
№ 76 — ліцей «Престиж». Збудована у 1913 році, як Ольвіопольська чоловіча гімназія. За радянських часів тут містились окружна партшкола, індустріальний технікум, технікум механізації сільського господарства, а з 1932 року — середня школа № 4.
№ 129А — Первомайське виробниче управління водопровідно-каналізаційного господарства.